# Acianthera heliconioides
Acianthera heliconioides är en orkidéart som först beskrevs av Carlyle August Luer och Roberto Vásquez, och fick sitt nu gällande namn av Alec M. Pridgeon och Mark W. Chase. Acianthera heliconioides ingår i släktet Acianthera och familjen orkidéer.
Artens utbredningsområde är Bolivia. Inga underarter finns listade i Catalogue of Life.